# Pogoni
Pogoni (griechisch Πωγωνί, (n. sg.)) ist eine Gemeinde in der griechischen Region Epirus. Sie wurde zum 1. Januar 2011 aus dem Zusammenschluss der heutigen Gemeindebezirke aus vier Gemeinden und zwei Landgemeinden gebildet, Verwaltungssitz ist Kalpaki.
Die Dörfer haben jeweils eine eigene Geschichte. Kefalovrisi ist das größte unter ihnen, während Kalpaki als Hauptort gilt und Delvinaki ist mit einer über tausendjährigen Geschichte das historische Zentrum. Belegt ist die Geschichte seit 1081. Ein Teil der Dörfer wurde vor dem Ersten Weltkrieg Albanien zugeschlagen, obwohl die Bevölkerung komplett griechischsprachig war.

## Geographie
Pogoni grenzt an nördlich an Konitsa und Albanien, im Osten an Zagori, im Süden an Zitsa und im Westen an Filiates.

## Verwaltungsgliederung
Die Gemeinde Pogoni entstand nach der Verwaltungsreform 2010 aus dem Zusammenschluss der vier Gemeinden Kalpaki, Ano Kalamas, Ano Pogoni und Delvinaki sowie den beiden Landgemeinden Lavdani und Pogoniani. Diese bilden seither die sechs Gemeindebezirke.
| Gemeindebezirk | griechischer Name             | Code   | Fläche (km²) | Einwohner 2001 | Einwohner 2011 | Ortsgemeinschaften (Τοπική Κοινότητα) | Lage |
| -------------- | ----------------------------- | ------ | ------------ | -------------- | -------------- | --- | ---- |
| Kalpaki        | Δημοτική Ενότητα Καλπακίου    | 180801 | 116,401      | 2324           | 1719           | Kalpaki, Ano Ravenia, Chrysorrachi, Doliana, Geroplatanos, Kalpaki, Kato Ravenia, Mavronouni, Negrades                                                                                        |      |
| Ano Kalamas    | Δημοτική Ενότητα Άνω Καλαμά   | 180802 | 087,451      | 3070           | 2526           | Areti, Ieromnimi, Katarraktis, Kouklii, Mavronoros, Mazaraki, Parakalamos, Repetista, Riachovo, Sitaria, Vrotismeni                                                                           |      |
| Ano Pogoni     | Δημοτική Ενότητα Ανω Πωγωνίου | 180803 | 137,168      | 1663           | 1490           | Agios Kosmas, Kakolakkos, Kato Meropi, Kefalovryso, Meropi, Oreokastro, Paleopyrgos, Roupia, Vasiliko                                                                                         |      |
| Delvinaki      | Δημοτική Ενότητα Δελβινακίου  | 180804 | 255,845      | 2933           | 2540           | Agia Marina, Argyrochori, Charavgi, Delvinaki, Farangi, Kastani, Kerasovo, Kryoneri, Ktismata, Zaravina, Mavropoulo, Orinou Xirovaltou, Peristeri, Pondikates, Stratinista, Teriachi, Vissani |      |
| Lavdani        | Δημοτική Ενότητα Λάβδανης     | 180805 | 047,530      | 0222           | 0118           | Dimokorio, Lavdani |      |
| Pogoniani      | Δημοτική Ενότητα Πωγωνιανής   | 180806 | 057,598      | 0880           | 0567           | Pogoniani, Dolo, Drymades, Stavroskiadi |      |
| Gesamt         | Gesamt                        | 1808   | 701,993      | 11.092         | 8960           | |      |

## Geschichte
Vor dem Zweiten Weltkrieg besaß allein die Gemeinde Kefalovryso über 40.000 Schafe. Transhumanz war seit Jahrhunderten die Regel. Fast jede Familie besaß eine Herde. Nach dem Zweiten Weltkrieg und infolge des Bürgerkrieges sind die meisten Bewohner ausgewandert.

## Bedeutende Persönlichkeiten
- Spyridon Simos (1868–1935), Journalist und Politiker.[3]

### Bürgermeister
Seit 2011 ist Konstantinos Kapsalis (Κωνσταντίνος Καψάλης) Bürgermeister.